# Gyrodactylus unicopula
Gyrodactylus unicopula är en plattmaskart. Gyrodactylus unicopula ingår i släktet Gyrodactylus och familjen Gyrodactylidae. Inga underarter finns listade i Catalogue of Life.